# برودريك سميث
برودريك سميث (بالإنجليزية: Broderick Smith)‏ هو مغن مؤلف بريطاني، ولد في 17 فبراير 1948 في هارتفوردشير في المملكة المتحدة.

## وصلات خارجية
- الموقع الرسمي
- برودريك سميث على موقع IMDb (الإنجليزية)
- برودريك سميث على موقع ميوزك برينز (الإنجليزية)
- برودريك سميث على موقع أول ميوزيك (الإنجليزية)
- برودريك سميث على موقع ديسكوغز (الإنجليزية)